# Città di Sestu Calcio a 5
La Società Sportiva Dilettantistica Sestu Città Mediterranea  è una squadra italiana di calcio a 5 con sede a Sestu nella città metropolitana di Cagliari.

## Storia

### Paolo Agus
Fondata a Selargius come S.A.C. Calcetto Paolo Agus dalla passione dell'imprenditore locale e dei suoi figli per la disciplina, la società ha disputato alcuni campionati regionali prima di sciogliersi al termine della stagione 2002-2003. Nel 2006 avviene la rifondazione; la squadra vince immediatamente il proprio girone di serie D venendo promossa in serie C2 dove rimane per tre stagioni prima di essere ammessa nella categoria superiore in virtù della posizione ottenuta negli spareggi per determinare la graduatoria dei ripescaggi (5º posto assoluto). La stagione 2010-11 segna il ritorno nella massima categoria regionale dopo 8 anni di assenza ma soprattutto il parziale disimpegno della famiglia Agus i cui componenti lasciano le cariche societarie, confermando tuttavia il proprio impegno come main sponsor. La squadra disputa un campionato a sé, staccando nettamente il Sinnai e il Quartiere Marina, ottenendo la promozione in Serie B. Alla prima stagione nei campionati nazionali il Paolo Agus sfiora la promozione in Serie A2 giungendo a disputare la finale play-off persa tuttavia contro l'Aloha Roma. La stagione seguente la squadra, guidata dal tecnico Enrico Cocco vince la Coppa Italia di Serie B superando in finale la formazione veneta del Dosson per 7-4.
La squadra verrà fusa a partire dalla stagione 2022/2023 con la società storica Mediterranea C5, pur conservando lo stemma della fenice, aggiungendo gli storici stendardi della Mediterranea. La squadra ripartirà dalla Serie B dopo una retrocessione data da una stagione deludente in Serie A2.

### Città di Sestu
Durante l'estate si realizza il cambio di denominazione in Futsal Città di Sestu ma soprattutto la Divisione Calcio a 5 accetta la domanda di ripescaggio in Serie A2. All'esordio nella categoria, il Sestu conclude la stagione regolare a un sorprendente secondo posto alle spalle della corazzata New Team FVG, confermando la bontà del lavoro svolto andando a vincere i play-off dove elimina Forlì, Cagliari e Orte, assicurandosi una storica promozione in Serie A. Nella stessa stagione organizza insieme alla compagine del capoluogo la final eight della Coppa Italia di categoria, venendo tuttavia eliminata dall'Orte già nei quarti di finale. L'impatto con la massima serie si rivela tuttavia tosto; la squadra raccoglie molti pareggi anche contro squadre blasonate ma solamente due vittorie in tutto il campionato, di cui una a tavolino. Giunto ultimo in classifica, nei play-out il Città di Sestu è battuto in entrambe le gare dai calabresi del Fabrizio, retrocedendo in Serie A2. Durante l'estate la dirigenza annuncia il ritiro dalle competizioni senior mantenendo il settore giovanile e scolastico. Negli adulti, la tradizione cittadina viene proseguita dal neonato Sestu Calcio a 5, fondato da Valentina Pintor e Sandro Mura dopo aver rilevato il titolo del Norbio che aveva guadagnato la massima serie regionale tramite i play-off di Serie C2. La squadra, composta in buona parte dai giocatori del Città di Sestu, vince immediatamente campionato e Coppa Italia di categoria. L'estate successiva le due società si fondono, assumendo la denominazione Città di Sestu Calcio a 5.
Nella stagione 2019-2020 il Città di Sestu inizia malissimo il campionato subendo un cappotto contro la Leonardo (un 1-5) ed esonerando 3 allenatori nel giro di 3-4 mesi.
A dicembre viene annunciato il ritorno di Cocco, allenatore che permise l'accesso in serie A al Città di Sestu nella stagione 2015-2016.
Il Città di Sestu rivoluziona la sua squadra facendo nuovi acquisti e nell'incontro dell'esordio di Cocco, vince 4-1 contro i torinesi della L84 in casa al PalaDante.

## Statistiche e record

### Partecipazione ai campionati
Si riportano di seguito le partecipazioni della società dalla stagione 1998-99 in poi.
| Livello | Categoria | Partecipazioni | Debutto   | Ultima stagione | Totale |
| ------- | --------- | -------------- | --------- | --------------- | ------ |
| 1°      | Serie A   | 1              | 2014-2015 | 2014-2015       | 1      |
| 2°      | Serie A2  | 4              | 2013-2014 | 2019-2020       | 4      |
| 3º      | Serie B   | 3              | 2011-2012 | 2016-2017       | 3      |
| 4º      | Serie C   | 2              | 1998-1999 | 1999-2000       | 5      |
| 4º      | Serie C1  | 3              | 2000-2001 | 2010-2011       | 5      |
| 5º      | Serie C2  | 4              | 2001-2002 | 2009-2010       | 4      |
| 6º      | Serie D   | 1              | 2006-2007 | 2006-2007       | 1      |

## Palmarès
- Coppa Italia di Serie B: 1
2012-13

## Rosa 2017-2018
| N° | Naz.               | Ruolo | Sportivo                | Anno       |  |  |
| -- | ------------------ | ----- | ----------------------- | ---------- |  |  |
| 1  | Italia (bandiera)  | POR   | Manuel Erbì             | 22.09.1989 |  |  |
| 2  | Brasile (bandiera) | DIF   | Gianluigi Asquer        | 31.05.1971 |  |  |
| 3  | Italia (bandiera)  | DIF   | Angelo Casu             | 10.08.1996 |  |  |
| 4  | Italia (bandiera)  | LAT   | Paolo Vaccargiu         | 18.08.1994 |  |  |
| 5  | Italia (bandiera)  | UNI   | Giulio Mura             | 10.07.1990 |  |  |
| 6  | Spagna (bandiera)  | LAT   | Alejandro Lopez Escobar | 29.04.1993 |  |  |
| 7  | Italia (bandiera)  | LAT   | Mattia Soro             | 02.03.1997 |  |  |
| 8  | Brasile (bandiera) | PIV   | Vanderlei Bonfin        | 25.01.1981 |  |  |
| 9  | Italia (bandiera)  | LAT   | Andrea Cau              | 18.01.1992 |  |  |
| 10 | Brasile (bandiera) | UNI   | Wilson Santos Araujo    | 31.05.1982 |  |  |
| 11 | Brasile (bandiera) | DIF   | Heder Rufine            | 15.12.1982 |  |  |
| 12 | Spagna (bandiera)  | UNI   | Abel Sacristan Gonzalez | 27.03.1990 |  |  |
| 14 | Italia (bandiera)  | LAT   | Filippo Fois            | 29.05.1998 |  |  |
| 17 | Italia (bandiera)  | LAT   | Luca Ruggiu             | 07.11.1989 |  |  |
| 19 | Brasile (bandiera) | POR   | Fabricio Zanatta        | 30.04.1985 |  |  |

## Organigramma
- Presidente: Emanuele Maiorano
- Consiglieri: Paolo Agus, Stefano Olla
- General manager: Francesco Agus
- Direttore sportivo: Sandro Mura
- Dirigente: Davide Minio
- Responsabile scuola calcio: Alessandro Agus, Roberta Ruggeri
- Magazziniere: Matteo Bullitta
- Allenatore: Enrico Cocco
- Vice allenatore: Alberto Mascia
- Preparatore portieri: Maurizio Durzu
- Fisioterapista: Christian Sanna
- Allenatore Under-21: Heder Rufine